# Аугуст Крог
Шак Аугуст Щеенберг Крог, член на Британското кралско научно дружество (15 ноември 1874 – 13 септември 1949) е датски учен от катедрата по физиология на животните в Университета в Копенхаген от 1916 до 1945 г. Той участва с редица фундаментални открития в различни области на физиологията и е известен с кръстения на него принцип на Крог.
През 1920 г. Аугуст Крог е награден с Нобелова награда за физиология или медицина „за разкриването на механизма на регулация на капилярите в скелетната мускулатура“. Крог пръв описва начина на адаптация на кръвната перфузия при мускулите и други органи, чрез отваряне и затваряне на артериоли и капиляри.